# Eucalyptus botryoides
Eucalyptus botryoides, bangalay o caoba del sur (southern mahogany), es una especie de eucalipto perteneciente a la familia de las mirtáceas.

## Descripción
Es un árbol de talla pequeña a grande. La altura puede llegar a medir hasta 40 metros. La corteza rugosa cubre el tronco y las ramas más grandes, es ancha, fibrosa, café-grisácea a café-rojiza.
Las hojas adultas son pedunculadas, amplias lanceoladas, de 16 cm de largo por 40 cm de ancho, discolorosas y verde oscuras. La caliptra en el capullo es parcialmente esférica o cónica, el hipantio es de la misma anchura y más largo. El fruto es ovoide o de forma cilíndrica, entre 7 - 12 mm de largo, 4 -6 de diámetro, con la valva cerca del borde o encerrada.
Flores blancas aparecen en Verano.

## Distribución

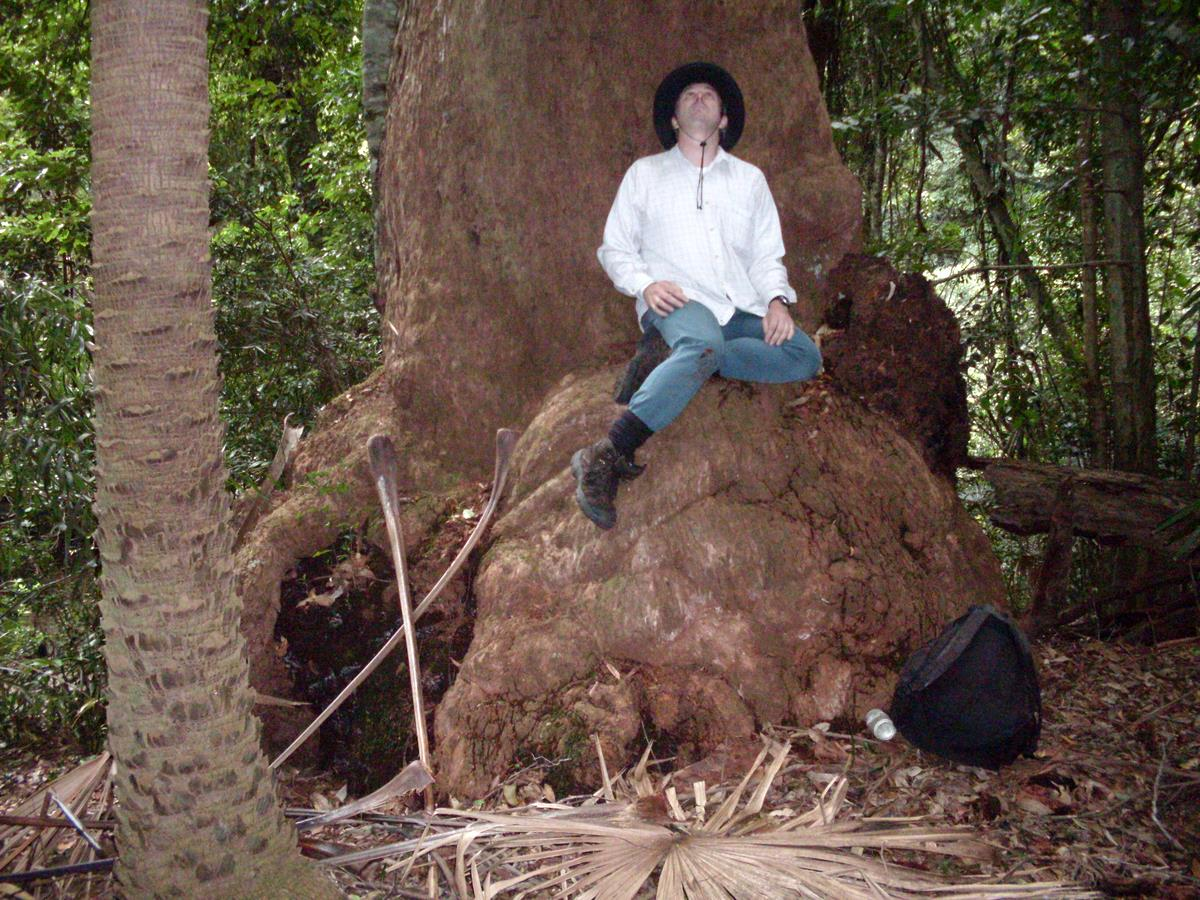
Eucalyptus botryoides en el río Hacking en Australia

La distribución es en la costa sureste de  Australia desde las cercanías de Newcastle en la costa central de Nueva Gales del Sur al este de Victoria en él área de los Lakes Entrance. La especie fue introducida en Australia Occidental, donde se encuentra enlistada como especie invasora.

## Taxonomía
El árbol fue por primera vez descrito por James Edward Smith en 1797, sin nominar el espécimen tipo y publicado en Transactions of the Linnean Society of London 3: 286. 1797.
Etimología
Eucalyptus: nombre genérico que proviene del griego antiguo: eû = "bien, justamente" y kalyptós = "cubierto, que recubre". En Eucalyptus L'Hér., los pétalos, soldados entre sí y a veces también con los sépalos, forman parte del opérculo, perfectamente ajustado al hipanto, que se desprende a la hora de la floración.
botryoides: epíteto latíno que significa "comno un racimo".
 Sinonimia
- Eucalyptus saligna var. botryoides (Sm.) Maiden, Proc. Linn. Soc. New South Wales 30: 502 (1906).
- Eucalyptus saligna subsp. botryoides (Sm.) Passioura & J.E.Ash, Austral. Syst. Bot. 6: 182 (1993).
- Eucalyptus platypodos Cav., Icon. 4: 23 (1797).
- Eucalyptus botryoides var. platycarpa Blakely, Key Eucalypts: 97 (1934).[7]